# Clémery
Clémery é uma comuna francesa na região administrativa de Grande Leste, no departamento de Meurthe-et-Moselle. Estende-se por uma área de 9,45 km². Em 2010 a comuna tinha 505 habitantes (densidade: 53,4 hab./km²).